# Noël Bureau
Pour les articles homonymes, voir Bureau.
Noël Bureau, né 20 décembre 1892 à Vermenton (Yonne) et mort le 13 décembre 1967 à Antibes, est un poète, journaliste et peintre de la première moitié du XXe siècle.

## Biographie
Cité par Gaston Bachelard dans la poétique de l'espace, il a dirigé la revue Rythme et Synthèse dans les années 1920 et écrit de 1916 à 1959 plusieurs ouvrages. Il fut l'ami d'artistes comme Raoul Dufy, Marcel Gromaire, Jean-Gabriel Daragnès et Colette.

## Citations de Noël Bureau
- "il se couchait derrière le brin d'herbe pour agrandir le ciel"
- "C'était pour se blottir qu'il voulait mourir"
- "Son secret c’était / D’écouter la fleur / User sa couleur."
- D'une terre d'ulceres / Le tesson sanctifie / Crie sa joie / A recevoir / Les stigmates du soleil.

## Publications
- Projections impulsives, A. Gout et Cie , 1916
- Ruptures, gravures sur bois de Marcel Gromaire, Ed. Rythme et Synthèse , 1925
- Musique de chambre, préludée par Max Jacob, 1927
- Chapeau chinois, croquis par Camille Bombois , 1929
- Marché aux puces, poèmes en prose accompagnés de 6 eaux-fortes  originales de Gromaire, Goerg, Makowski, Dubreuil, Ralli, Per Krohg, Éditions Marcel Seheur, Paris 1930
- Cirque, poèmes en proses et bois gravés, précédés d'une préface-parade par Henri Hertz, Ed. de la Girafe , 1933
- Jim au miroir, Aux Ed. de la Girafe , 1935
- Funambule, dessin de Fornerod, Éd. de la Girafe , 1938
- Croisières, Éd. de la Girafe , 1938
- Parade de cirque, sketch radiophonique, 1939
- La petite chinoise de Saint-Ouen, 1942
- Rigueurs, Frontispice de Daragnès, Emile-Paul Frères , 1945
- Au profit du silence, frontispice de l'auteur, Emile-Paul Frères , 1947
- Les mains tendues, Ed. de la Girafe , 1950
- Cimaises - 1957
- Stèle, 1959